# Calyptocephalellidae
Calyptocephalellidae é uma família de anfíbios da ordem Anura. Endêmica do Chile.

## Taxonomia
São reconhecidos dois gêneros para esta família:
- Calyptocephalella Strand, 1928
- Telmatobufo Schmidt, 1952